# COLOR*IZ
《COLOR*IZ》(한국어: 컬러라이즈)는 대한민국과 일본의 합작 걸그룹 아이즈원의 데뷔 미니 음반이다. 2018년 10월 29일에 발매되었다.

## 개요
- 음반명인 ‘COLOR*IZ’는 ‘색을 입히다’라는 뜻을 담고 있는 영단어 ‘Colorize’와 동일한 발음을 활용하였다.[1]
- 타이틀 곡인 ‘La Vie en Rose’는 프랑스어로 ‘장밋빛 인생’이라는 뜻이다.
- ‘COLOR’와 ‘ROSE’의 두 가지 버전으로 발매되었다.

## 발매 과정
2018년 10월 15일, 자정에 공식 SNS을 통해서 아이즈원의 데뷔 앨범 제목과 함께 멤버들의 사진이 공개되었다. 이를 시작으로 데뷔 전까지 공식 계정을 통해서 영상이나 이미지 공개가 시작됐는데, 16일에는 컨셉트 트레일러 영상이 올라왔으며, 17일에는 두 번째 포토가 공개됐다. 18일부터 21일까지는 4일에 걸쳐서 세 번째 포토가 공개됐다. 23일에 음반의 수록곡 목록이 공개되고 그 다음날인 25일에 하이라이트 메들리 형식으로 곡이 첫 공개됐다. 티저 영상은 26일에 첫 방송이된 아이즈원의 리얼리티 《아이즈원 츄》을 통해서 선공개됐다. 후에 각종 SNS 및 동영상 사이트를 통해서 공개했으며 그 다음날에 두 번째 티저 영상이 공개됐다. 28일과 29일에는 커버 이미지가 공개됐으며, 29일 오후 6시부터 음원 사이트에 음반이 공개되었으며 8시부터는 올림픽홀에서 쇼콘 형태의 데뷔 무대를 가졌으며 전세계 생중계 형식이 됐다. 음반 발매 하루 뒤인 10월 30일에는 개인별 컨셉트 트레일러가 공개됐다.

## 평가
| 평가 점수 | 평가 점수 |
| 출처      | 점수      |
| --------- | --------- |
| 이즘      | [ 14 ]    |

《이즘》의 정연경은 "COLOR*IZ" 음반에 대하여 아이오아이의 "Chrysalis"나 워너원의 "1X1=1 (TO BE ONE)" 보다는 짜임새 있는 음반이라고 평가하며, "(아이즈원) 멤버들을 정식으로 소개하는 '아름다운 색'부터 소녀들의 다짐을 노래로 옮긴 '비밀의 시간'까지 앨범을 채운 새로운 노래들은 확실히 서사가 있는 이들에게 걸맞는 구성"이라고 덧붙였다. 타이틀 곡인 '라비앙로즈'에 대하여는 "이국적인 스트링 사운드가 반복되는 EDM 곡"이라면서, 신인 걸그룹에게 어울리지 않는 "완성도 높은 감상용 곡"이라며 대체로 호평했다. 다만, 《PRODUCE 48》 컨셉 평가에서 섹시함을 뽐낸 권은비와, 파워풀한 보컬을 자랑하는 조유리, 섹시와 청순이 모두 어울리는 이채연, 김민주 등의 이미지를 이용하여 멋짐과 예쁨이 공존하는 콘셉트를 시도했지만 어중간하게 비춰질 수 있다고 지적했다. 이어서 타이틀 곡의 훅의 부재에 대해 언급하며 "대중에게 어필해야 하는 신인 아이돌에게 치명적"이라고 지적했다. 이와 연계하여, "아이즈원이 '그들만의 리그'로 남지 않기 위해서는 대중을 포용할 수 있는 새로운 접근이 필요하다."며 평을 마무리했다.

## 수록 내용
| #            | 제목                                                      | 작사                                            | 작곡                                     | 편곡  | 재생 시간 |
| ------------ | --------------------------------------------------------- | ----------------------------------------------- | ---------------------------------------- | ----- | --------- |
| 1.           | 〈아름다운 색〉                                           | 텐조 키비 Fixman                                | 텐조 Fixman                              | 3:38  |           |
| 2.           | 〈O’My!〉                                                 | 히든사운드(HSND) 한강(HSND) 신재영(HSND) 조윤경 | 히든사운드(HSND) 한강(HSND) 신재영(HSND) | 3:23  |           |
| 3.           | 〈라비앙로즈〉 (La Vie en Rose)                           | MosPick                                         | MosPick                                  | 3:39  |           |
| 4.           | 〈비밀의 시간〉                                           | BOOMBASTIC So Jay                               | BOOMBASTIC                               | 3:22  |           |
| 5.           | 〈앞으로 잘 부탁해〉 (IZ*ONE ver.)                        | 백곰 \ 빼꼼 So Jay                              | 백곰 박기태 So Jay                       | 3:46  |           |
| 6.           | 〈반해버리잖아? (好きになっちゃうだろう?)〉 (IZ*ONE ver.) | 아키모토 야스시                                 | 하야카와 히로타카 Belex                  | 4:08  |           |
| 7.           | 〈꿈을 꾸는 동안 (夢を見ている間)〉 (IZ*ONE ver.)         | 아키모토 야스시                                 | 이기 용배                                | 3:28  |           |
| 총 재생 시간 | 총 재생 시간                                              | 총 재생 시간                                    | 총 재생 시간                             | 25:34 |           |

| #            | 제목                     | 작사         | 작곡                                | 편곡  | 재생 시간 |
| ------------ | ------------------------ | ------------ | ----------------------------------- | ----- | --------- |
| 8.           | 〈내꺼야〉 (IZ*ONE ver.) | Produce 48   | Flow Blow airair Louise Frick Sveen | 4:39  |           |
| 총 재생 시간 | 총 재생 시간             | 총 재생 시간 | 총 재생 시간                        | 30:13 |           |

## 차트 성적
한터 차트 기준으로 2018년 10월 29일(발매일)의 하루 만에 34,000장 이상의 판매량을 기록했으며 앨범 초동으로는 《PRODUCE 101》  출신의 아이오아이의 데뷔 앨범 《Chrysalis》의 28,400장을 넘은 수치이다. 대한민국 음원 차트에서는 벅스의 실시간 차트가 1위, 엠넷에서 6위, 지니는 8위, 멜론에서는 9위, 네이버 뮤직에서는 10위로 차트에 진입했다.
일본에서는 오리콘 종합 음반 주간 차트, 디지털 주간 차트에서 1위로 진입했다.
아이튠즈 음반 종합 차트에서는 일본, 대만, 홍콩, 이스라엘, 말레이시아, 필리핀, 싱가포르, 태국, 베트남, 인도네시아, 칠레, 아르헨티나의 12개국에서 1위를 했다.
| 차트 (2018)                         | 최고 순위 |
| ----------------------------------- | --------- |
| 일본 (애플뮤직 음반 차트)           | 1         |
| 일본 (아이튠즈 음반 차트)           | 1         |
| 홍콩 (애플뮤직 음반 차트)           | 2         |
| 홍콩 (아이튠즈 음반 차트)           | 1         |
| 대만 (애플뮤직 음반 차트)           | 3         |
| 대만 (아이튠즈 음반 차트)           | 2         |
| 중국 (애플뮤직 음반 차트)           | 15        |
| 태국 (애플뮤직 음반 차트)           | 1         |
| 태국 (아이튠즈 음반 차트)           | 1         |
| 인도네시아 (애플뮤직 음반 차트)     | 2         |
| 인도네시아 (아이튠즈 음반 차트)     | 1         |
| 말레이시아 (애플뮤직 음반 차트)     | 2         |
| 말레이시아 (아이튠즈 음반 차트)     | 1         |
| 필리핀 (애플뮤직 음반 차트)         | 3         |
| 필리핀 (아이튠즈 음반 차트)         | 1         |
| 싱가포르 (애플뮤직 음반 차트)       | 2         |
| 싱가포르 (아이튠즈 음반 차트)       | 1         |
| 베트남 (애플뮤직 음반 차트)         | 2         |
| 베트남 (아이튠즈 음반 차트)         | 1         |
| 인도 (아이튠즈 음반 차트)           | 4         |
| 미국 (아이튠즈 음반 차트)           | 26        |
| 캐나다 (아이튠즈 음반 차트)         | 47        |
| 영국 (아이튠즈 음반 차트)           | 26        |
| 프랑스 (아이튠즈 음반 차트)         | 42        |
| 이탈리아 (아이튠즈 음반 차트)       | 180       |
| 독일 (아이튠즈 음반 차트)           | 63        |
| 스페인 (애플뮤직 음반 차트)         | 69        |
| 스페인 (아이튠즈 음반 차트)         | 28        |
| 포르투갈 (아이튠즈 음반 차트)       | 5         |
| 노르웨이 (애플뮤직 음반 차트)       | 118       |
| 아일랜드 (아이튠즈 음반 차트)       | 16        |
| 벨기에 (아이튠즈 음반 차트)         | 67        |
| 러시아 (아이튠즈 음반 차트)         | 24        |
| 멕시코 (아이튠즈 음반 차트)         | 28        |
| 아르헨티나 (아이튠즈 음반 차트)     | 1         |
| 칠레 (애플뮤직 음반 차트)           | 23        |
| 브라질 (애플뮤직 음반 차트)         | 34        |
| 브라질 (아이튠즈 음반 차트)         | 6         |
| 페루 (애플뮤직 음반 차트)           | 33        |
| 오스트레일리아 (애플뮤직 음반 차트) | 140       |
| 오스트레일리아 (아이튠즈 음반 차트) | 21        |
| 뉴질랜드 (애플뮤직 음반 차트)       | 103       |
| 뉴질랜드 (아이튠즈 음반 차트)       | 6         |
| 이스라엘 (아이튠즈 음반 차트)       | 1         |
| 사우디아라비아 (애플뮤직 음반 차트) | 58        |
| 아랍에미리트 (애플뮤직 음반 차트)   | 157       |
| 터키 (아이튠즈 음반 차트)           | 22        |

| 차트 (2018)                         | 최고 순위 |
| ----------------------------------- | --------- |
| 일본 (아이튠즈 음반 차트)           | 1         |
| 홍콩 (아이튠즈 음반 차트)           | 1         |
| 대만 (아이튠즈 음반 차트)           | 1         |
| 태국 (아이튠즈 음반 차트)           | 1         |
| 인도네시아 (아이튠즈 음반 차트)     | 1         |
| 말레이시아 (아이튠즈 음반 차트)     | 1         |
| 필리핀 (아이튠즈 음반 차트)         | 1         |
| 싱가포르 (아이튠즈 음반 차트)       | 1         |
| 베트남 (아이튠즈 음반 차트)         | 4         |
| 미국 (아이튠즈 음반 차트)           | 18        |
| 캐나다 (아이튠즈 음반 차트)         | 37        |
| 영국 (아이튠즈 음반 차트)           | 39        |
| 프랑스 (아이튠즈 음반 차트)         | 18        |
| 스페인 (아이튠즈 음반 차트)         | 31        |
| 포르투갈 (아이튠즈 음반 차트)       | 9         |
| 노르웨이 (아이튠즈 음반 차트)       | 12        |
| 아일랜드 (아이튠즈 음반 차트)       | 17        |
| 벨기에 (아이튠즈 음반 차트)         | 20        |
| 러시아 (아이튠즈 음반 차트)         | 21        |
| 멕시코 (아이튠즈 음반 차트)         | 18        |
| 아르헨티나 (아이튠즈 음반 차트)     | 1         |
| 칠레 (아이튠즈 음반 차트)           | 1         |
| 오스트레일리아 (아이튠즈 음반 차트) | 17        |
| 이스라엘 (아이튠즈 음반 차트)       | 1         |

| 차트 (2018)                           | 최고 순위 |
| ------------------------------------- | --------- |
| 대한민국 (가온 음반 차트)             | 2         |
| 대한민국 (가온 음반 차트 (키노 음반)) | 5         |
| 일본 (오리콘 음반 차트)               | 1         |
| 일본 (오리콘 서양 음반 차트)          | 1         |

### O’ My!
| 차트 (2018)                   | 최고 순위 |
| ----------------------------- | --------- |
| 대한민국 (가온 다운로드 차트) | 37        |

### 아름다운 색
| 차트 (2018)                   | 최고 순위 |
| ----------------------------- | --------- |
| 대한민국 (가온 다운로드 차트) | 44        |

### 비밀의 시간
| 차트 (2018)                   | 최고 순위 |
| ----------------------------- | --------- |
| 대한민국 (가온 다운로드 차트) | 46        |

### 앞으로 잘 부탁해 (IZ*ONE Ver.)
| 차트 (2018)                   | 최고 순위 |
| ----------------------------- | --------- |
| 대한민국 (가온 다운로드 차트) | 59        |

### 꿈을 꾸는 동안 (夢を見ている間) (IZ*ONE Ver.)
| 차트 (2018)                   | 최고 순위 |
| ----------------------------- | --------- |
| 대한민국 (가온 다운로드 차트) | 77        |

### 반해버리잖아? (好きになっちゃうだろう?) (IZ*ONE Ver.)
| 차트 (2018)                   | 최고 순위 |
| ----------------------------- | --------- |
| 대한민국 (가온 다운로드 차트) | 83        |

## 판매량 인증
| 국가                       | 인증     | 판매량/출하량 |
| -------------------------- | -------- | ------------- |
| 대한민국 (KMCA)            | 플래티넘 | 250,000^      |
| ^출하량을 기반으로 한 인증 |          |               |